# Antoinisme
Vous lisez un « bon article » labellisé en 2016.
Le culte antoiniste, fréquemment appelé antoinisme, est un culte fondé en 1910 par le Belge Louis-Joseph Antoine (1846-1912) à Jemeppe-sur-Meuse (province de Liège en Belgique). Avec un total de 64 temples à son apogée, plus de quarante salles de lecture à travers le monde et des milliers de membres, il reste le seul mouvement religieux né en Belgique dont la renommée a dépassé les frontières du pays, parvenant à s'implanter hors de son pays d'origine. Principalement actif en France, le mouvement se caractérise par une structure décentralisée, des rites simples, une discrétion et une tolérance vis-à-vis des autres croyances, autant d'éléments qui ont amené le sociologue Régis Dericquebourg à estimer que, tant dans sa forme que dans son style, le culte antoiniste apparaît « très original ».
Élevé dans la foi catholique, Antoine, le fondateur, travaille à la Société anonyme des Charbonnages de Gosson-Kessales dans sa jeunesse, d'abord comme mineur puis comme métallurgiste. Profondément impressionné par les écrits d'Allan Kardec, il organise un groupe spirite dans les années 1890. En 1893, la mort de son fils marque sa rupture d'avec le catholicisme. En 1896, il explique ses opinions dans un ouvrage et se découvre des dons de guérison, rassemblant alors de nombreux disciples. En 1906, il rompt avec le spiritisme et lance sa propre structure religieuse, puis publie trois livres expliquant sa foi et dédicace le premier temple antoiniste. Après sa mort en 1912, sa femme Catherine établit un culte centralisé autour de la personne de son mari et de nouvelles règles sur le plan de l'organisation. Lorsqu'elle meurt en 1940, quelques différences apparaissent entre les temples français et belges.
Les croyances antoinistes combinent des éléments de catholicisme, de réincarnation, et de guérison. L'homme est censé atteindre la conscience en se débarrassant de l'illusion de la matière produite par son intelligence, le but de la vie étant de se libérer du cycle des réincarnations grâce à une progression morale aidée par des « fluides ». La liberté de conscience étant considérée comme essentielle dans la croyance antoiniste, ce culte ne pratique pas de prosélytisme et n'est pas exclusif. Il ne porte pas de jugement sur les questions sociales et, bien que centré sur la guérison, n'interfère pas avec le domaine médical et ne décourage pas le recours à la médecine traditionnelle.
Simples et brefs, les services religieux pratiqués dans les temples se composent de deux formes de culte : « L'Opération générale » et « La Lecture ». Les membres qui les dirigent portent un costume noir et ne reçoivent aucun salaire. Les temples sont aussi les lieux des consultations d'un guérisseur par les personnes qui désirent obtenir une requête, souvent liée à des questions de santé. Les célébrations incluent les fêtes chrétiennes et trois autres jours spéciaux dédiés respectivement à Antoine, à Catherine et à la consécration du premier temple. Reconnue fondation d'utilité publique en Belgique et association cultuelle en France, la religion est dirigée par un collège composé des membres appelés « desservants » et est financée par des dons anonymes. En France, la classification comme secte du culte antoiniste dans le rapport parlementaire de 1995 fut critiquée par les sociologues qui ont étudié le groupe religieux, et plusieurs acteurs de la lutte contre les sectes ont déclaré ne pas avoir relevé de dérives sectaires.

## Histoire

### 1846-1912: Louis Antoine le fondateur

#### Jeunesse et parcours professionnel
Louis-Joseph Antoine naît le 7 juin 1846 à Mons-Crotteux au lieu-dit « à la Chapelle », le cadet d'une famille nombreuse, catholique et pauvre,,. Ses parents sont Martin Antoine, houilleur, et Catherine Castille, née en 1797 et connue comme étant très pieuse. La famille habite rue Priesse ; Antoine fréquente l'école primaire de Mons et, ayant soif d'apprendre, emprunte souvent des ouvrages de science pour les lire. À l'âge de douze ans, il fait sa communion solennelle et devient employé à la mine, suivant ainsi les traces de son père. Un jour, sa lampe de mineur s'éteint sans raison apparente, ce qu'il interprète comme un signe divin lui commandant de changer de travail. Il travaille donc pendant deux ans à la mine, puis devient alors métallurgiste à la chaudronnerie Cockerill à Seraing. En 1866, il est enrôlé dans la milice belge et s'acquitte de ses obligations militaires à Bruges. Durant la guerre franco-allemande de 1870, il tue accidentellement un camarade ; il n'y a aucune suite judiciaire, bien qu'il soit condamné à huit jours de cachot pour négligence dans l'entretien de son arme, mais cet événement l'amène à se poser des questions sur le sens de la vie. En 1873, il part pour travailler dans la filiale de l'usine Cockerill située à Ruhrort en Prusse, épouse Jeanne Catherine Collon le 15 avril tandis qu'il exerce alors la profession de marteleur, et s'installe à Meiderich-Hamborn où naît son fils, Louis Martin Joseph, le 23 septembre, et baptisé cinq jours plus tard à l'église catholique de Saint-Jean,,,. Pendant un temps, Antoine devient encaisseur et s'occupe d'assurances, étant représentant de l'Union de Paris. Puis la famille revient en Belgique en août 1876; Antoine achète alors un cheval et devient marchand de légumes. En 1878, il commence à souffrir de maux d'estomac récurrents. Le 20 février 1879, il retourne en Pologne, où il est engagé comme chef-marteleur par M. Pastor pour les aciéries de Praga, et sa femme dirige une cantine scolaire. Cinq ans plus tard, la famille rentre en Belgique et emménage finalement à Jemeppe-sur-Meuse, ; là, Antoine fait construire environ vingt maisons de travailleurs. Devenu portier et encaisseur à la fabrique de Lexhy, et ce jusqu'en 1900, Antoine est condamné le 5 février 1886 à deux francs d'amende pour coups donnés à Denis Collon le 10 octobre 1885.

#### Influence par le spiritisme
Dans sa jeunesse, Antoine fait preuve de grande ferveur religieuse que l'historien Pierre Debouxhtay qualifie de « dévotion d'un formalisme assez scrupuleux ». Malgré sa foi, il n'est pas satisfait de sa religion, s'interroge sur le but de l'existence, et les réponses du vicaire auprès duquel il se confie le déçoivent. Influencé par les écrits d'Allan Kardec, il s'initie dès 1884, par l'intermédiaire de son ami Gustave Gony, au spiritisme en fréquentant des réunions spirites à Tilleur en compagnie de sa femme et de son neveu Pierre Dor. Rapidement, il embrasse les croyances kardécistes et fonde à Jemeppe-sur-Meuse un mouvement spirite appelé « Les Vignerons du Seigneur »,, lequel se dote d'un emblème et de la devise « Nous sommes les ouvriers de la dernière heure », estimant ainsi parachever l'œuvre du Christ.
Souvent malade et de nature timide, le fils d'Antoine fréquente l'école du soir de Jemeppe jusqu'à l'âge de 15 ans, puis travaille à la Société des chemins de fer du Nord belge. Durant l'hiver 1892, il fait une chute sur le verglas qui lui cause une plaie à l'une de ses jambes et, malgré son retour au travail dès janvier 1893, se met à dépérir et finalement décède le 23 avril de la même année des suites de sa phlébite,,. Cet événement amène Antoine et son groupe à rompre définitivement avec le christianisme ; de plus, lors des séances de spiritisme, sa femme et lui croient que leur défunt fils est devenu pharmacien à Paris. En 1896, Antoine explique ses nouvelles opinions doctrinales dans le Petit catéchisme spirite, écrit calqué sur le catéchisme de l'Église catholique, qui obtient du succès et est traduit en espagnol. Antoine organise des séances publiques de spiritisme le premier dimanche de chaque mois à son domicile, et les deuxième et quatrième dimanches chez Pierre Debroux, les personnes y sont conviées par le biais de circulaires. Vers 1900, il se découvre des dons de guérisseur et reçoit de nombreux malades, étant rapidement surnommé le « guérisseur de Jemeppe », distribue des remèdes inspirés par ses croyances spirites et promeut le végétarisme, la modération et le rejet des aliments gras.
Le 8 novembre 1900, à la suite d'une lettre anonyme, le procureur de Liège demande aux médecins Louis Lenger et Gabriel Corin d'enquêter sur les activités guérisseuses d'Antoine. Le 14 décembre, le commissaire fait une descente chez le pharmacien Nizet, installé à Jemeppe, qui réceptionne les commandes faites par Antoine pour guérir les malades. Trois jours plus tard, le Parquet et les deux médecins interrogent Antoine sur ses activités et assistent à plusieurs consultations. Dans son rapport, le Parquet constate qu'Antoine a été coopératif, que ses traitements sont « simples » et qu'il a obtenu de nombreuses guérisons mais relevant uniquement de la suggestion, et que son « absolue sincérité » n'empêche pas ses activités de constituer un éventuel « danger pour la santé publique »,. Antoine comparaît devant le tribunal correctionnel le 19 février 1901, le docteur Corin et trois patients déclarant avoir été guéris se succèdent à la barre. Il est finalement condamné à une amende de 60 francs avec sursis, ce qui ne l'empêche pas de bénéficier d'un très grand succès. Entre-temps, le 25 décembre 1900, environ 180 personnes assistent à l'inauguration d'un nouveau local situé au coin des rues des Tomballes et du Bois-du-Mont, qu'Antoine avait acheté la même année et décoré de portraits d'Allan Kardec, du curé d'Ars et du Dr Demeure.
En 1901, Antoine fait publier dans le journal spirite Le Messager une annonce indiquant qu'il recherche des médecins qui voudraient s'associer avec lui, mais cette initiative ne rencontre pas de succès. Fortement influencé par le livre de Léon Denis Dans l'Invisible, il décide d'abandonner ses remèdes notamment à cause de son récent procès — plus tard les antoinistes eux-mêmes reconnaîtront l'influence de cette condamnation dans le passage d'Antoine du statut de guérisseur à celui de fondateur d'une religion — et se détache progressivement du spiritisme, étant parfois trompé par de faux médiums. En 1902, bien que sollicité, son groupe des Vignerons du Seigneur ne participe pas à la création d'une fédération spirite et en 1905, les membres n'assistent pas à la réunion préparatoire du Congrès à Liège, refusant la cotisation s'élevant alors à 0,25 F. En 1905, Antoine reçoit en consultation jusqu'à quatre cents patients par jour, et vers la même époque, lance un prospectus de quatre pages qui commente des passages des Évangiles sans aucune référence au spiritisme, ainsi qu'un ouvrage intitulé L'Enseignement.

#### Fondation d'une nouvelle religion

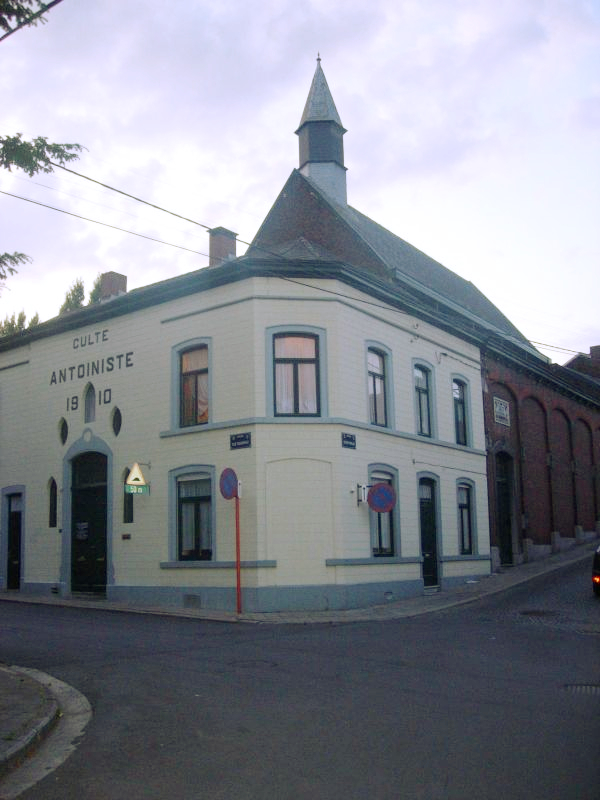
Le premier temple antoiniste, celui de Jemeppe-sur-Meuse, fut consacré par Antoine en 1910.

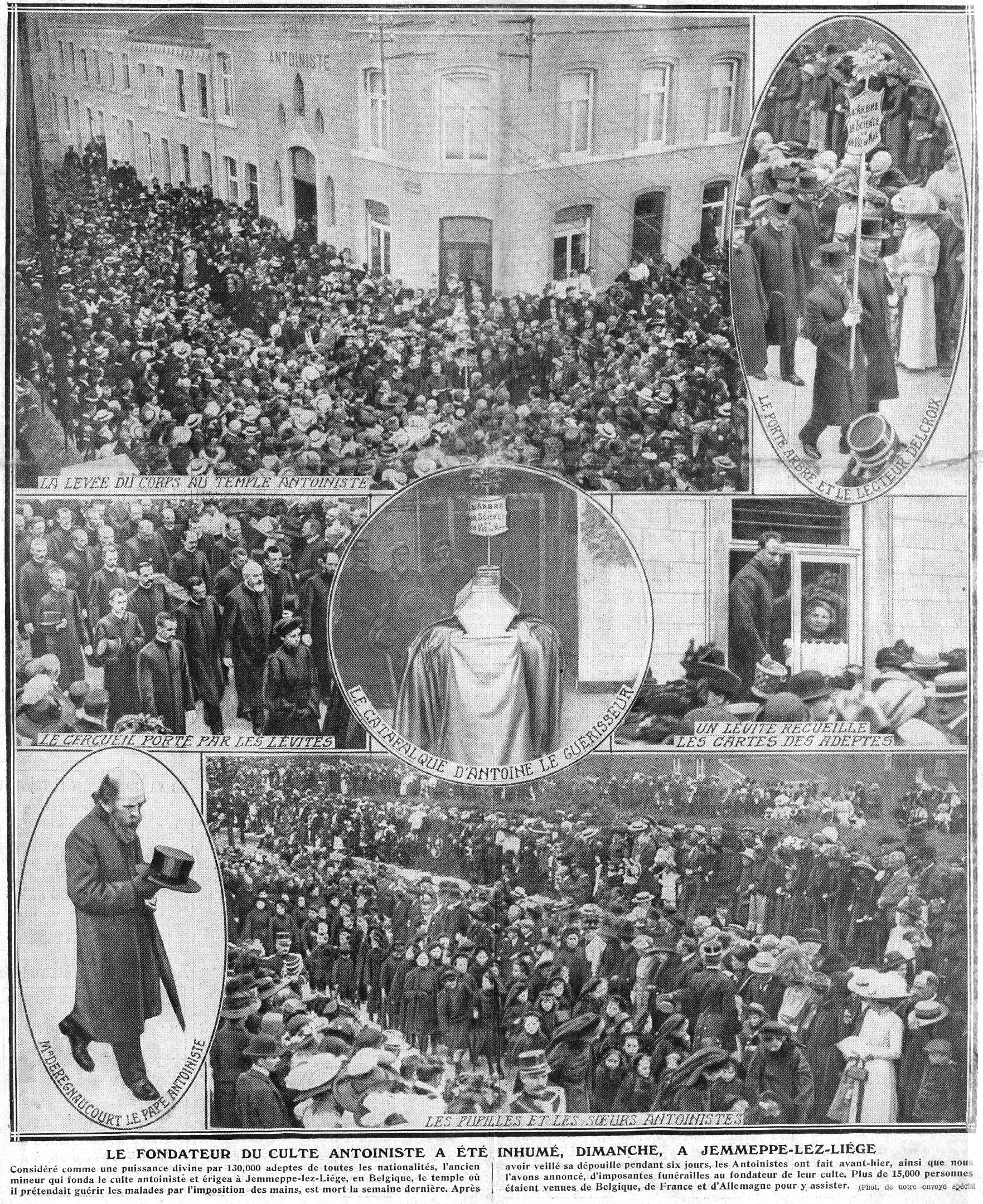
Funérailles d'Antoine le 30 juin 1912, en présence de plus de 15000 personnes (Excelsior, 2 juillet 1912).

En 1906, Antoine découvre une spiritualité qu'il qualifie de « nouveau spiritualisme », ce qui l'amène à abandonner le spiritisme traditionnel, à guérir par la foi seule et à effectuer uniquement des séances collectives de guérison dans un temple, posant ainsi les fondations d'un mouvement religieux structuré. Cette année-là, les fidèles des Vignerons du Seigneur assistent pour la dernière fois au congrès national des spirites à Charleroi, ce qui marque officiellement la rupture, tandis que l'année suivante, Antoine abjure publiquement toute pratique du spiritisme. De plus, la dimension morale devient plus présente dans la doctrine tandis que la partie expérimentale disparaît, et Antoine décide de faire brûler son ouvrage L'Enseignement, désormais non conforme à ses nouvelles croyances. Cet abandon de la doctrine spirite amène l'antoinisme naissant a devenir alors l'objet de critiques dans des revues appartenant au milieu spirite.
À cette époque, Antoine a un élève, Martin Jeanfils, un employé au charbonnage du Corbeau qui s'était découvert quelques années auparavant un don de guérison en soignant des foulures au genou et au pied de sa femme et de lui-même, et qui est alors consulté par des patients à Jemeppe. Mis en examen tout comme Antoine le 16 janvier 1907 pour exercice illégal de l'art de guérir, Jeanfils explique qu'il veut simplement faire disparaître la douleur et qu'il envoie ses patients chez les médecins ; de son côté, Antoine nie l'accusation et dit au juge d'instruction qu'il se contente d'apposer la main sur le front des patients, sans leur prescrire de médicaments, tandis que tous les témoins affirment son désintéressement puisqu'il distribue l'argent aux pauvres. Les deux hommes comparaissent devant le tribunal correctionnel le 15 juin 1907, la salle étant comble ; le docteur Delville et les parents d'un enfant guéri par Antoine se succèdent à la barre, puis M. Dupret prononce le réquisitoire. Ajourné, le jugement est finalement rendu le 21 juin 1907 par le président Hamoir qui acquitte les deux hommes, alors absents au tribunal. À la suite d'un pourvoi en appel du substitut du procureur, Antoine et Jeanfils comparaissent à nouveau le 16 octobre 1907 ; dans son réquisitoire, l'avocat général Armand Meyers analyse un texte de loi relatif à l'art illégal de guérir et affirme que ce n'est pas ce que fait Antoine, prenant ainsi sa défense. Rendu le 22 octobre de la même année, le verdict d'acquittement est confirmé (pour Antoine uniquement), et Meyers est l'objet de vifs remerciements de la part de plusieurs fidèles,.
Madame Desart, une sténographe, retranscrit les enseignements d'Antoine dans une revue, L'Auréole de la conscience, qui paraît de mai 1907 à avril 1909, tandis que trois ouvrages, dans lesquels est développée sa nouvelle doctrine et où figure le crédo antoiniste, « Les Dix Principes du Père », sont publiés successivement,. À cette époque, le temple se remplit chaque jour très rapidement et Antoine reçoit quotidiennement environ 250 lettres ou télégrammes. Une certaine propagande est alors effectuée par 70 colporteurs vêtus de cabans et de casquettes et munis de mallettes. De mai 1909 à Pâques 1910, Antoine cesse d'apparaître en public et vit en solitaire pour pratiquer le jeûne et la prière, le culte étant alors assuré par l'un de ses disciples, Florian Deregnaucourt, qui publie également les écrits du mouvement ; pendant ce temps, sa femme habite avec les deux pupilles que le couple a successivement adoptées, la première s'appelant Jeanne Buchet, issue d'une famille très pauvre. Le 15 août 1910, Antoine annonce qu'il ne fera plus de consultations individuelles et consacre le temple de Jemeppe-sur-Meuse, situé rue Bois-de-Mont (dénommée par la suite rue Alfred Smeets puis actuellement rue Rousseau), dont le coût s'élève à environ 100 000 francs, cette somme comprenant 20 000 francs offert par un propriétaire du sud de la France qui aurait été guéri par Antoine. L'année 1910 est donc la date de création de ce culte. Finalement, il présente sa femme comme étant son successeur et nomme un conseil composé d'adeptes afin de gérer les questions financières de la religion. Lors de la réunion du 11 juin 1911 de ce conseil est proposée l'édition d'un journal de 16 pages intitulé L'Unitif qui paraît en septembre de la même année, avec un tirage de 400 000 exemplaires pour le premier numéro, et compte 6 000 abonnés. Dans le cadre de démarches pour l'enregistrement légal du culte, Deregnaucourt, en tant que secrétaire du comité antoiniste, écrit au ministre de l'Intérieur le 29 mars 1910, puis au ministre de la Justice et des Cultes le 19 avril 1910. Une pétition de 160 000 signatures recueillies pour demander la reconnaissance officielle de la religion antoiniste est envoyée à la Chambre des députés le 2 décembre 1910, et transmise au ministre de la Justice le 27 janvier 1911. Accompagnée d'une lettre émanant du Comité du culte, cette pétition est alors décrite par L'Écho saumurois comme unique du fait du grand nombre de signatures.
Selon la revue Medical sentinel, publiée par l'Association des médecins et chirurgiens américains, le cas d'Antoine est très similaire à celui de François Schlatter, un cordonnier originaire d'Alsace parti au Nouveau-Mexique et qui pensait guérir toutes sortes d'infirmités, quelques années avant Antoine. Dans la presse de l'époque, Antoine est souvent présenté comme un illuminé et comparé au zouave Jacob,, son « attitude simple et franche » et son air « modeste et convaincu » étant aussi relevés. Malgré ses prédictions parfois inexactes, il est alors considéré comme un prophète par ses fidèles et certains d'entre eux affirment qu'il est capable de faire des apparitions surnaturelles, bien que l'intéressé ne s'exprime pas sur ce sujet. Nommé « Le Père » par ses disciples, Antoine meurt — se « désincarne » — le 25 juin 1912 des suites d'une attaque d'apoplexie ; des rumeurs de sa résurrection le troisième jour circulent alors, mais Debouxhtay estime qu'elles étaient l'œuvre de « farceurs » et que les antoinistes dans leur ensemble n'y croyaient pas. La procession qui a lieu lors de son enterrement le 30 juin est un événement hors du commun à Jemeppe, et à cette occasion, 100 000 personnes viennent prier sur sa dépouille. Le cercueil est porté par douze adeptes et, comme cela avait été demandé par Antoine, son corps est déposé dans la fosse commune; toutefois, ultérieurement, les antoinistes obtiennent que le corps soit transporté au cimetière de la ville. En 1920, la veuve d'Antoine émet le souhait que la Reine l'autorise à transférer le corps dans le jardin du temple de Jemeppe où une chapelle serait érigée, mais cette demande reste sans suite.

#### Principal schisme, le dorisme
Du vivant d'Antoine, un petit schisme est dirigé à Verviers par un homme nommé Jousselin.
Un groupe plus important, connu sous le nom de « dorisme », est initié par Pierre Dor (Mons-Crotteux, 15 mai 1862 – Uccle, 5 mars 1947), le neveu d'Antoine. Il est le fils de Pierre Joseph Napoléon Dor et de Marie Josèphe Antoine (sœur de Louis Antoine), tous deux nés en 1838. Dor épouse d'abord Elisabeth Marie Box (Liège, 16 mars 1865 - Jemeppe-sur-Meuse, 23 juin 1896) puis, le 24 décembre 1896, Josèphe Monet (née en 1875), avec qui il a un fils, Louis Léon (né à Jemeppe-sur-Meuse, le 7 octobre 1897),. Dor participe d'abord au groupe spirite de son oncle, « Les Vignerons du Seigneur », mais décide de le quitter, croyant lui-même posséder des dons de guérison ; il accompagne l'un de ses patients en Russie, où il finit par recevoir environ 7 000 personnes par semaine, mais des plaintes de médecins le contraignent à revenir en Belgique. Il fait alors construire à Roux-Wilbeauroux une salle baptisée « L'École morale », qu'il appelle aussi le « Temple de la Vertu », où il guérit les malades et dispense à peu près les mêmes enseignements que ceux de son oncle. Ancien terrassier de profession, Dor est alors souvent perçu par la presse comme étant le successeur d'Antoine et son groupe ouvre des succursales à Gilly, Chapelle-lez-Herlaimont, Marchiennes, Souvret, Lavaqueresse, entre autres.
Identifiant Antoine à Jean le Baptiste et lui-même à Jésus-Christ, Dor explique ses théories dans les livres Catéchisme de la restauration de l'âme et Le Christ parle à nouveau, publiés en 1912 et 1913, et souvent considérés comme des plagiats des écrits d'Antoine ainsi que des écrits de Kardec et d'autres théosophes. En 1916, son livre est vendu au prix de 2,50 francs, avec un tirage de 10 000 exemplaires, la moitié d'entre eux ayant alors été achetés. Un journal mensuel, Le Messager de l'Amour-Dieu, paraît également, lequel contient un mélange de tolstoïsme et de spiritisme, les citations des Évangiles disparaissant au fil du temps au profit d'une doctrine rationaliste car Dor affirme qu'un Dieu créateur n'existe pas mais que celui-ci est une simple entité morale. Dor encourage une diète de légumes cuits dans l'eau et la chasteté avant le mariage, recommande de ne pas voter et affirme guérir même les animaux.
Des plaintes sont déposées contre lui. Selon la presse, Dor fait payer ses consultations, contrairement à Antoine, et dépense ensuite l'argent reçu avec des prostituées. Accusé d'attouchements, il se défend en affirmant que de nombreuses femmes étaient amoureuses de lui et l'avaient faussement accusé d'attentat à la pudeur parce qu'il avait refusé leurs avances. Il lui est aussi reproché d'avoir capté l'héritage, notamment une maison, d'une certaine Mme Délisée, qui avait par ailleurs payé elle-même l'installation du chauffage dans le temple,; Dor affirme avoir restitué la demeure à sa propriétaire et, pour prouver son désintéressement, dit avoir vendu son bien immobilier de Roux pour 16 800 francs afin de verser une partie de la somme à l'École des estropiés de Charleroi. Le parquet de Charleroi diligente aussi une enquête sur la mort d'une jeune fille imputée à la doctrine doriste. 
Dor comparaît une première fois en novembre 1916 devant le tribunal correctionnel de Charleroi, procès au cours duquel plus d'une centaine de témoins sont entendus. Mahause, substitut du Procureur du Roi, reproche notamment à Dor de prescrire uniquement de l'eau non bouillie et sucrée aux nouveau-nés, ce qui serait préjudiciable à leur santé. Il est finalement condamné à 16 mois de prison, 800 francs d'amende et 17 000 francs à verser à une victime. Après le procès, l'opposition est telle que la police doit intervenir pour contenir les opposants lors des séances de consultation des malades, lesquels viennent voir Dor en faisant la queue munis d'un ticket numéroté définissant l'ordre de passage. 
En avril 1917, il comparaît en appel devant la huitième chambre de la Cour d'appel de Bruxelles, présidée par Eeckman avec Smits et Dassesse comme conseillers, le ministère public étant représenté par Simons ; Dor est défendu, comme en première instance, par ses avocats Louis Morichar et Lucien Lebeau — ce dernier tentant d'établir des comparaisons entre la doctrine doriste et le bouddhisme afin d'en démontrer le sérieux —, et les plaignants par Bonehill et Gérard. Il est cette fois-ci condamné à 100 florins d'amende pour pratique illégale de l'art de la guérison et 500 francs de dommages-intérêts envers la Société de médecine de l'arrondissement de Charleroi, mais est relaxé des accusations d'escroqueries. Après sa condamnation, Dor déménage à Uccle et son mouvement disparaît peu après sa mort. Tout comme l'antoinisme, le dorisme est alors critiqué par certains membres du clergé catholique.

### 1912-1940: Catherine comme successeur
Analphabète, la femme d'Antoine, Catherine (Jemeppe-sur-Meuse, 26 mai 1850 – id., 3 novembre 1940), appelée « La Mère » par les adeptes, ne reçoit aucun conseil de la part de son mari sur la façon d'administrer la religion lorsqu'elle est désignée par lui comme son successeur. En décembre 1918 puis en septembre 1919, elle fait envoyer une lettre respectivement au roi des Belges puis au ministre de la Justice afin de faire reconnaître le culte antoiniste ; au cours du mois de mars des deux années suivantes, Ferdinand Delcroix, secrétaire du culte, envoie deux lettres dans le même but, ce qui aboutit en 1922 à une reconnaissance d'utilité publique du culte.
Afin d'éviter toute tentative d'appropriation du charisme d'Antoine à l'intérieur du mouvement après sa mort, le journal antoiniste L'Unitif publie des articles présentant Catherine comme le successeur légitime et redéfinissant précisément les limites du rôle du guérisseur. Pour éviter une crise de succession et assurer la continuité de la religion, Catherine décide de promouvoir un culte centralisé autour de la personne de son mari et, dans ce but, établit différentes règles entre 1925 et 1930. Elle fait placer, dans le temple, devant la tribune supérieure, le portrait de son mari surmonté de la mention « Le Père fait l'Opération », puis ajoute par la suite sa propre photographie. Elle autorise les desservants à effectuer l'Opération générale depuis la tribune supérieure, mais veut que la cérémonie soit précédée d'une déclaration affirmant que c'est le Père qui pratique l'Opération et que la foi doit être placée en lui afin d'obtenir satisfaction, et insiste pour que le desservant installé à la tribune soit assis durant la lecture des ouvrages d'Antoine. Elle établit le Jour du Père, le 25 juin, et des rituels tels que le baptême, la communion et le mariage, ce qui transforme le groupe en religion institutionnalisée. Elle ordonne que rien ne soit changé dans les écrits de son mari et, en 1932, fait fermer les salles de lecture dans lesquelles des adeptes enseignaient des points de vue personnels. Contrairement aux ouvrages de son mari qui peuvent être achetés par n'importe qui, les changements et les règles ajoutés par Catherine sont consignés dans des tomes accessibles uniquement aux desservants, restant ainsi plus confidentiels. À partir du 17 juin 1930, un fidèle, Narcisse Nihoul, la remplace à la tribune pour effectuer l'Opération générale. Ainsi, le culte fondé par Antoine est universel et syncrétique dans son essence, mais celui initié par son épouse met en avant une inspiration chrétienne marquée dans sa structuration, sa liturgie et ses symboles.

### Depuis 1940: continuité du culte
L'histoire ultérieure du culte antoiniste est très calme. En Belgique, Nihoul, le président du Conseil antoiniste, puis ses successeurs, dirigent la religion jusqu'à leur mort, aux côtés des membres composant ce conseil. L'autorité de Catherine est cependant remise en question juste après sa mort par la branche belge du culte, qui enlève alors les changements qu'elle avait apportés : suppression des photographies dans les temples, du baptême, du mariage et de la communion, opposition à la traduction des œuvres d'Antoine, etc. Néanmoins, un groupe de fidèles belges, affirmant suivre la véritable tradition antoiniste, ouvre le 1er avril 1943 à Angleur un temple dans lequel il préfère conserver les portraits des époux Antoine. En France, les antoinistes voulurent rester fidèles à toutes les exigences apportées par le couple fondateur. Malgré ces différences, les deux branches se montrent mutuellement de l'aide et de la tolérance. Ainsi, après la mort de Catherine, deux formes de culte antoiniste sont apparues, lesquelles restent légèrement différentes : l'une en Belgique, l'autre en France. En Belgique, la croissance de la religion a commencé rapidement à stagner, voire à décliner, preuve en est le fait que plus aucun temple n'y a été construit depuis 1968 et que plusieurs parmi les édifices existants sont actuellement inusités à cause d'un manque d'argent et/ou de membres costumés, voire vendus. En France, la construction de temples s'est en revanche poursuivie jusqu'en 1993.

## Croyances

### Théologie
« Très original » tant dans sa forme que dans son style selon Régis Dericquebourg, l'antoinisme est un culte optimiste à visées universalistes. Selon Debouxhtay, il ne propose pas de doctrines clairement définies, mais plutôt des aspirations morales et mystiques, avec l'idée que la source et la norme de la religion se trouvent dans chaque individu et que c'est la conscience, semblable au sentiment, qui est au-dessus de tout. Selon le journaliste Jean-Serge Debus du Grand Écho du Nord, le credo antoiniste tel qu'exprimé dans les « Dix Principes du Père » se résume à des « principes de morale chrétienne qui font la plus large part à la conscience individuelle ». Le mouvement croit en un univers dualiste composé d'un monde spirituel gouverné par la loi de Dieu, la conscience, et un monde corporel, gouverné par les lois naturelles, dans lesquelles la matière est une illusion perçue par l'imagination générée par l'intelligence. L'homme combine en lui-même les deux mondes, puisqu'il a un corps physique et une conscience. Dans la doctrine antoiniste, l'importance des lois humaines est amoindrie, car celles-ci ne sont pas fondées sur la conscience, mais sur l'intelligence. La vue de la matière n'est toutefois pas considérée comme un péché, mais comme une erreur qui cause de la souffrance.

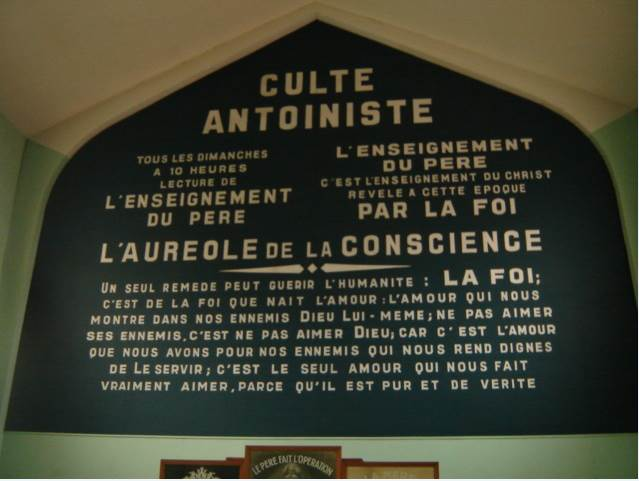
Un seul remède peut guérir l'humanité : LA FOI ; c'est de la foi que naît l'amour : l'amour qui nous montre dans nos ennemis Dieu Lui-même ; ne pas aimer ses ennemis, c'est ne pas aimer Dieu ; car c'est l'amour que nous avons pour nos ennemis qui nous rend dignes de Le servir ; c'est le seul amour qui nous fait vraiment aimer parce qu'il est pur et de vérité.

Le mouvement religieux croit en une progression morale grâce à la réincarnation après la mort : la transmigration de l'esprit (dans un corps humain uniquement) est censée refléter le degré d'élévation spirituelle. La personne réincarnée ne se souvient pas de ses vies passées, et peut encore faire des progrès dans son parcours spirituel qui lui permet, en finalité, d'atteindre l'état divin qui le délivrera du cycle des réincarnations. La souffrance causée par la maladie et par les gens est donc perçue comme bénéfique, puisque les difficultés peuvent augmenter les progrès spirituels de quelqu'un et ainsi contribuer à son salut. La prière silencieuse est également considérée comme un moyen de relier l'esprit à la conscience. Antoine, qui a souffert de maladie et a fait preuve d'ascétisme et de consécration pendant toute sa vie, est regardé par les disciples comme un modèle pour atteindre le salut.
La doctrine antoiniste donne une autre interprétation du péché originel : Adam commença à suivre Ève, qui avait placé sa confiance dans un serpent, symbole de la matière. En imaginant la matérialité du monde physique, il abandonna la conscience divine dans laquelle il vivait et produisit les idées de bien et de mal. L'arbre de la connaissance du bien et du mal dans la Bible est redéfini comme étant l'arbre de la science de la vue du mal. Le culte antoiniste affirme ne pas enseigner l'athéisme, mais a une conception particulière de Dieu : celui-ci n'existe pas en dehors des humains, et ces derniers n'existent pas en dehors de Dieu, car il réside dans tous les humains. Dieu est principalement vu comme étant amour, et lorsque l'individu se libère des réincarnations, il forme « l'unité absolue de l'ensemble, Dieu ». Il est donc grandement recommandé d'aimer ses ennemis puisque chacun d'eux est censé renfermer en lui une partie de Dieu et constitue un moyen de progresser moralement. Par ailleurs, la doctrine de la Trinité, le créationnisme, le rôle providentiel de Dieu, le péché et la rédemption chrétienne sont ignorés ou rejetés. De ce fait, l'enseignement antoiniste a été perçu comme proposant un « panthéisme composite » et un « nihilisme moral ».
Flexibles et très peu contraignantes, les croyances antoinistes sont très proches du « croire contemporain », car les fidèles peuvent choisir les doctrines auxquelles ils souhaitent croire et interpréter les événements de la vie comme ils le souhaitent. Le culte attache une grande importance à la liberté de conscience et au libre arbitre, ce qui rend le mouvement attractif et promeut une diversité de croyances parmi les fidèles qui peuvent se référer simultanément à d'autres traditions religieuses. Certains antoinistes voient Antoine comme une incarnation de Dieu ; d'autres, qui continuent de pratiquer le catholicisme, le considèrent comme un prophète égal à Jésus-Christ ; d'autres, qui adhèrent aux idées du New Age, le perçoivent comme une figure spirituelle. Le culte rejette l'endoctrinement des enfants ainsi que toute forme de prosélytisme, y compris vis-à-vis des visiteurs du temple, et tolère les autres religions, étant donné qu'elles enseignent l'importance de la foi et de la prière et ainsi encouragent, par la spiritualité, le détachement des gens du monde matériel. Selon Antoine, « ce n'est pas qu'une religion soit meilleure que l'autre, puisque toutes n'ont qu'une seule et même base, la foi. Elles diffèrent uniquement par la forme, le côté extérieur » ; il n'est donc pas demandé au fidèle de renoncer à ses croyances et à sa religion, le culte enseignant la tolérance comme étant la plus grande vertu et ignorant la notion d'hérésie. L'antoinisme ne prend aucune position sur des questions sociales comme le divorce, l'avortement et la sexualité – par exemple, il est tout à fait compatible d'être homosexuel et antoiniste–, est totalement étranger à toute préoccupation politique, et n'utilise pas de titres honorifiques, considérant tous les gens comme égaux. Un périodique dirigé par l'auteur Louis Pauwels résuma les principaux buts de la religion antoiniste comme étant « entraide, solidarité spirituelle et humaine, disponibilité et accueil ».

### Fluides
Principe fondamental du cosmos, le fluide est un thème récurrent dans la théologie antoiniste et s'apparente au mana des sociétés traditionnelles défini par Marcel Mauss. Les pensées, les paroles, les actions humaines et les rapports sociaux sont considérés comme étant des fluides. Étant donné que leur qualité dépend de l'avancement moral de la personne, il y a des fluides « spirituels » et d'autres « lourds ». Ceux-ci peuvent être transmis, perçus par l'intelligence et purifiés par la méditation. Un bon fluide est supposé s'acquérir par l'amour et la prière, et peut avoir différents usages : agir comme une force divine qui peut régénérer la personne, détruire le mal et guérir. Les fidèles pensent qu'Antoine peut transmettre de bons fluides.
Puisque les bons fluides peuvent se transmettre, la robe antoiniste utilisée durant le culte est parfois placée sur le lit d'une personne souffrante pour l'aider dans sa maladie ; de façon similaire, certains fidèles mettent une requête sur un papier qu'ils déposent dans une boîte sous la tribune afin qu'elle se réalise, d'autres achètent une photographie d'Antoine lors d'une cérémonie afin d'être protégés. Afin d'éviter aux fluides lourds d'entrer dans le temple, plusieurs règles ont été mises en place : par exemple, celles ou ceux qui dirigent le culte ne sont pas autorisés à porter des bijoux ou du maquillage dans le temple.

### Guérison
Bien que focalisé sur la guérison, le culte antoiniste ne donne aucune prescription médicale ni aucun diagnostic, et ne pratique pas l'imposition des mains ; les fidèles peuvent librement recourir à la médecine académique. Dans les ouvrages du temple, il est explicitement dit que les desservants n'ont pas le droit de les décourager à consulter un médecin et qu'ils doivent prier pour qu'ils en trouvent un qui soit « inspiré ». Généralement, la consultation d'un guérisseur antoiniste est simplement un supplément à la médecine conventionnelle,. À cause de sa doctrine guérisseuse, le culte est souvent comparé à la Science chrétienne ; toutefois, malgré un certain nombre de similitudes avec cette religion aussi bien qu'avec les œuvres de Friedrich Hegel, Debouxhtay rejeta l'idée qu'ils aient pu servir de sources aux doctrines antoinistes. En revanche, selon lui, il est possible qu'Antoine ait été influencé par les Doukhobors.
Du vivant d'Antoine, de nombreux observateurs estimèrent que les guérisons obtenues par celui-ci étaient de l'ordre de la suggestion, et le docteur Schuind, qui rédigea deux articles dans La Meuse sur le sujet à cette époque, reprocha le manque de contrôle et le diagnostic vague entourant ces guérisons. Debouxhtay distingue trois phases dans la thérapeutique d'Antoine : d'abord, il utilisa les méthodes des guérisseurs et de la liqueur Koene, puis il eut recours uniquement aux prières et aux bonnes paroles en touchant les malades, et enfin, il procéda à l'Opération générale depuis la tribune. La sociologue Anne-Cécile Bégot considère que la guérison antoiniste, telle qu'elle était pratiquée dans les premières décennies du mouvement, était une forme de protestation contre : premièrement l'efficacité de la médecine, deuxièmement la représentation traditionnelle de la maladie — la vraie guérison ne pouvant être obtenue qu'au travers d'une nouvelle approche de la maladie, celle-ci n'étant pas considérée dans l'antoinisme comme une malchance particulière ni réduite à sa dimension biologique — et, troisièmement, le traitement de la maladie, les malades étant toujours responsables de leur propre maladie. Toutefois, elle conclut que cette protestation a évolué au fil du temps car, d'une part la maladie est maintenant présentée sur un modèle étiologique endogène, ce qui indique un processus d'individualisation de la religion et, d'autre part, l'expérience personnelle est davantage présentée comme la cause de la maladie plutôt que la relation à la société globale.

## Pratiques

### Culte
| Jour             | Pays                                         | Pays |
| Jour             | Belgique                                     | France |
| ---------------- | -------------------------------------------- | --- |
| dimanche         | - 10 h : lecture                             | - 10 h : opération générale + lecture - 19 h : lecture                                                          |
| de lundi à jeudi | - 10 h : opération générale - 19 h : lecture | - 10 h : opération générale + lecture (« La charité morale » ou « Les dix principes du Père ») - 19 h : lecture |
| vendredi         | —                                            | - 10 h : lecture (« La charité morale » ou « Les dix principes du Père ») - 19 h : lecture                      |

Le culte prend place dans les temples. Un membre costumé souhaite la bienvenue à toute personne qui entre en l'appelant « frère » ou « sœur », même s'il s'agit d'un simple visiteur. Le service est fort peu cérémoniel et très informel, car il ne comporte pas de liturgie, ni de chant, ni de prières toutes faites, et dure entre 15 et 30 minutes. Les temples sont généralement peu fréquentés, avec un taux de pratique relativement faible ; l'assistance au culte n'étant pas requise, de nombreuses personnes ne viennent que de façon sporadique. Selon Dericquebourg, « le culte antoiniste est un rituel d'intercession. […] C'est un moment de grande intensité émotionnelle avec un aspect intime ».
Le culte est composé de deux pratiques :
- « l'Opération générale » : établie par Antoine en 1910[116], elle commence et se termine par trois sons de cloches ; elle est brièvement annoncée par un membre costumé. Après avoir médité dans une pièce située au fond du temple, un desservant monte à la plus haute tribune, et l'adepte costumé (s'il y en a un) se rend à la tribune inférieure. Tous deux restent debout et prient silencieusement pendant quelques minutes afin de transmettre le fluide à l'assistance. Puis, si la lecture des textes sacrés est prévue juste après, comme c'est le cas en France, le desservant chuchote au membre costumé de procéder à la lecture[172]. À l'origine, Antoine pratiquait cette forme de culte seulement les jours fériés (à l'exception des dimanches) et les 1er et 15e jours de chaque mois[173], avant que celle-ci ne soit étendue aux quatre premiers jours de la semaine[174]. C'est en 1932 que l'Opération générale fut pratiquée dans tous les temples antoinistes, et non plus exclusivement dans celui de Jemeppe[175] ; par ailleurs, c'est le 3 décembre 1933 que Catherine décida de la programmer également le dimanche[176] ;
- « la Lecture » : d'une durée maximale de vingt minutes, cette forme de culte consiste en une lecture d'un livre d'Antoine par le membre costumé. Cette lecture se termine quand il remercie l'assistance par une formule consacrée[172].

Il y a quelques différences entre les horaires et la pratique du culte en Belgique et en France (voir le tableau ci-dessus).

### Consultations par un guérisseur

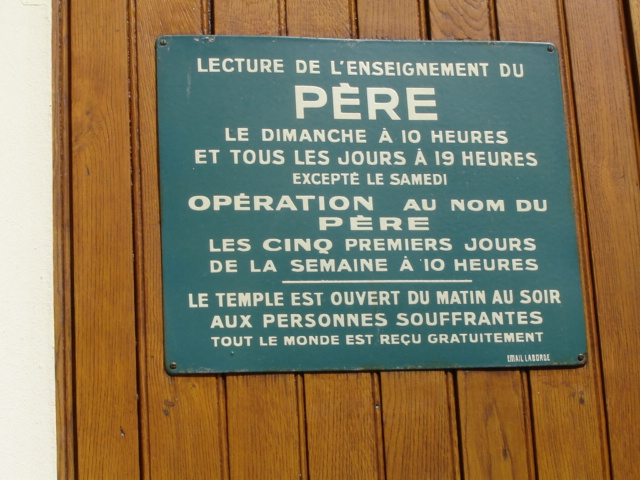
Plaque sur la porte d'un temple indiquant que les personnes souffrantes sont reçues gratuitement toute la journée.

Après le service, des fidèles réguliers ou des visiteurs peuvent demander à consulter un guérisseur, ce qui se fait dans l'une des petites pièces du temple, bien que le desservant qui vit dans l'appartement adjacent du temple soit constamment disponible pour recevoir des personnes souffrantes. Durant ces consultations, tous deux se tiennent debout devant l'image d'Antoine : le patient exprime la requête qu'il veut obtenir, puis le guérisseur prie, parfois en touchant l'épaule ou la main du consultant, peut-être pour lui transmettre le fluide,. La tâche du guérisseur est, selon la doctrine, de remettre le consultant dans l'amour de Dieu qui lui permettra de trouver lui-même le chemin spirituel qui l'amènera à la guérison. Dans ce but, le guérisseur doit découvrir l'origine du problème du consultant, lequel est toujours en lien avec l'histoire personnelle, et lui faire comprendre qu'il lui faut supporter les conséquences de ce qu'il a pu faire dans une existence antérieure.
Le processus de guérison antoiniste n'inclut pas l'apprentissage d'une doctrine ni de manipulation psychologique. Il ne garantit pas la fin du problème ou de la maladie et peut se diviser en trois phases : le soulagement apporté par le guérisseur à travers son écoute et son intercession, puis l'acceptation du problème qui implique la reconnaissance de ses propres responsabilités, et enfin la paix intérieure qui peut en résulter. Qu'elle soit immédiate ou graduelle, les guérisons antoinistes ne sont jamais considérées comme des miracles, car elles sont censées se produire chaque fois que toutes les conditions favorables, notamment la foi du patient, sont réunies. Même après plusieurs consultations, le patient ne devient pas forcément un fidèle régulier. Plusieurs sociologues estiment que la guérison antoiniste est aussi bien « exorciste » qu'« adorciste ».
Selon une enquête rapportée par le docteur Axel Hoffman, un guérisseur antoiniste avait reçu 216 patients sur une période de vingt jours, les problèmes motivant les demandes étant d'ordre physique (47 %), psychologique (19 %), sentimental (13 %) et professionnel (13 %) ; la plupart de ces personnes consultaient aussi un médecin. La dimension guérisseuse n'est donc plus aussi prédominante qu'auparavant.

### Mariage, communion, baptême et funérailles
Catherine établit des rituels tels que le baptême des enfants, la bénédiction des couples et la communion des jeunes gens. Ces cérémonies très courtes, totalement « décharné[e]s » selon Debouxhtay car dépourvues de tout aspect rituel, consistent simplement en une « élévation de pensée » qui prend place après le culte dans une pièce de consultation du temple. Dans la doctrine antoiniste, ces rituels n'ont pas de signification particulière et ne sont pas considérés comme des sacrements ; ils ne sont pratiqués qu'à la demande des fidèles qui souhaitent donner une dimension religieuse aux moments importants de leur vie. Déjà du temps d'Antoine, les sacrements de l'Église catholique étaient reconnus comme valides et il était donc inutile de les reproduire. Les funérailles sont également pratiquées sur demande de la personne concernée, à moins que la famille ne préfère des funérailles d'une autre religion. La cérémonie est très sobre, sans fleurs et avec peu de paroles, l'emblème antoiniste remplaçant généralement la croix chrétienne. Porté par des adeptes costumés, le cercueil est tapissé à l'intérieur d'une étoffe de couleur mauve ou verte ; la procession prend toujours place au cimetière ou au lieu de crémation, et le corps de la personne décédée n'est jamais amené au temple. Les desservants lisent les « Dix Principes du Père », puis un texte antoiniste sur la réincarnation, afin d'aider l'âme à quitter le corps. Des sociologues notent que de nombreuses personnes qui n'assistent jamais au culte antoiniste demandent des rites funéraires de cette religion.

### Fêtes
Antoine calqua les fêtes antoinistes sur celles du catholicisme, d'une part parce que les premiers membres étaient principalement issus de cette religion, et d'autre part parce cela offrait une plus grande solidarité dans la prière ; les fidèles observent donc toutes les fêtes chrétiennes, notamment la Toussaint, Noël, Pâques, le lundi de Pâques et l'Ascension, des passages appropriés des œuvres d'Antoine étant lus ces jours-là durant le culte. Il y a également trois jours spéciaux dans le culte antoiniste, et l'assistance au temple est généralement plus élevée à ces occasions. Le 25 juin, jour de la mort de Louis Antoine, a été institué « Fête du Père » par sa femme peu après la mort de son époux. Au début, à partir de 1913, tous les temples, excepté celui de Jemeppe, étaient fermés ce jour-là pour que les adeptes viennent assister à la cérémonie dans cette ville. Les antoinistes effectuaient ce jour-là un pèlerinage à Jemeppe pour participer à une procession à travers la ville durant laquelle étaient soulignés les principaux événements de la vie d'Antoine. La procession fut abandonnée en 1937 et le pèlerinage ne semble plus être organisé ; les fidèles se contentent depuis de rendre hommage au fondateur dans les temples. Le 15 août commémore la Consécration du premier Temple, celui de Jemeppe. En 1911, ce jour-anniversaire, l'Opération générale eut lieu au temple, puis se poursuivit dans une salle des fêtes, ce qui choqua des adeptes ; aussi, dès l'année suivante, toute la cérémonie se déroula exclusivement dans le temple. Enfin, le 3 novembre, Fête de la Mère, correspond à l'anniversaire de la mort de Catherine.

### Vêtements et symboles religieux
Le fait de porter le vêtement religieux antoiniste est le signe d'une grande implication dans le culte de la part de la personne qui fait ce choix. Bien que non obligatoire, il est réservé aux fidèles qui effectuent l'office, les célébrations et les autres tâches dans le temple, celles-ci étant appelées « travail moral » puisqu'elles sont censées participer à l'élévation morale des fidèles. C'est en 1906 qu'Antoine décida de porter un habit spécial pour la première fois, et ce fut au tour des fidèles à partir de 1910. Entièrement noir, le vêtement pour les hommes a été créé par Antoine, et celui pour les femmes par Catherine, qui définirent précisément leurs dimensions dans leurs écrits. Des habits pour les jeunes enfants des deux sexes existent également, mais ne sont dans les faits jamais utilisés. Historiquement, le port du vêtement fut l'objet d'un débat parmi les premiers antoinistes, certains d'entre eux ayant refusé de le porter et créèrent un scandale tant et si bien qu'Antoine dut se justifier sur ce sujet, affirmant qu'il avait été révélé par inspiration. Dans le passé, le vêtement était également porté dans la rue, et c'était ainsi que les fidèles étaient immédiatement identifiés par les passants. Mais cet usage s'est perdu et désormais l'habit est généralement porté uniquement lors du culte, étant mis et enlevé dans le vestiaire du temple. Celui pour les hommes est composé d'une robe semblable à celle portée par le clergé catholique vivant dans les monastères, et fermé par treize boutons, plus un chapeau haut-de-forme en cachemire. L'habit pour les femmes est composé d'une robe large accompagnée d'une cape et d'un bonnet avec un voile. Dans la doctrine antoiniste, le col est important car c'est ici que le fluide est censé résider.
Le seul emblème du culte antoiniste est l'arbre de la science de la vue du mal qui figure sur la façade de la plus haute tribune dans le temple. Il a sept branches qui représente les sept péchés mortels (bien que le péché soit nié), deux yeux qui symbolisent la vue des péchés, et des racines de l'arbre qui sont le symbole de l'intelligence reliant l'homme à la matière. Dans les branches, la mention « Culte antoiniste » est généralement écrite.

## Organisation

### Statut
En Belgique, le culte antoiniste fut organisé en association sans but lucratif (asbl) en 1922 et immédiatement enregistré comme fondation d'utilité publique. Il n'est pas reconnu comme un culte public, la jurisprudence belge le considérant comme un « mouvement syncrétiste, qui admet en son sein toutes les religions, n’adore aucune divinité et restreint ses services a des lectures moralisantes » ; par exemple, en 1949 la cour de Liège a estimé que le culte antoiniste était une « œuvre philanthropique ». Actuellement dirigé par un collège de desservants, le culte est légalement reconnu comme association cultuelle en France. Il fut publié dans le Journal officiel de la République française du 9 février 1924, et est exempté de taxes foncières uniquement sur la partie publique de ses bâtiments depuis 1925 en Belgique et depuis 1934 en France. En effet, dans une décision du 5 décembre 1956, le Conseil d'État français a estimé que le logement du desservant ne pouvait pas bénéficier d'une telle exonération.

### Lieux de culte

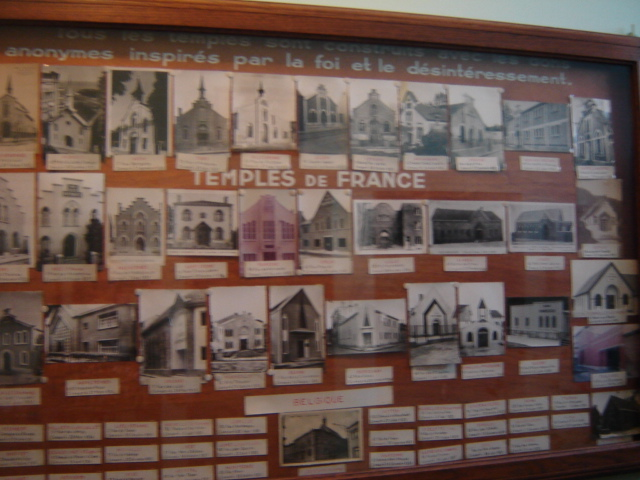
Photographies des temples antoinistes affichées dans le porche de chaque temple.

Les temples sont les seuls lieux de culte de l'antoinisme. Ils sont financés par des dons anonymes et le mécénat et souvent les membres participent à leur construction. Tous sont consacrés avant leur utilisation pour le culte, c'est-à-dire que, lors d'une cérémonie, ils ont reçu un « bon fluide » par l'un des fondateurs (pour les temples construits du vivant de ceux-ci) ou par un membre dûment autorisé à le faire.
Historiquement, la plupart des temples antoinistes de Belgique ont été construits avant la Seconde Guerre mondiale, quand au moins l'un des fondateurs était encore en vie. Le premier temple, celui de Jemeppe-sur-Meuse, a été consacré deux ans avant la mort de Louis Antoine. D'autres temples ont été construits par la suite, souvent dans les villes thermales ou à la campagne, et sont principalement rassemblés dans la région de langue française — il y a seulement trois temples situés dans la région flamande — en particulier en province de Liège où l'on en compte vingt et un. Cependant, le développement de l'antoinisme est maintenant sur le déclin dans le pays, et aucun temple n'a été construit depuis 1968, celui de Tournai ayant été vendu en 2001, suivi par ceux de Schaerbeek et de La Louvière dans les années 2010. Dans ce pays, les temples ont souvent été construits à la demande d'adeptes et donc se situent souvent dans les quartiers ouvriers où ils travaillaient. En France, la construction de temples s'est poursuivie jusqu'en 1993, le premier lieu de culte ayant été consacré en 1913 dans le 13e arrondissement de Paris. À l'heure actuelle, il y a un temple antoiniste dans bon nombre de grandes villes de France, bien que la plupart des édifices soient situés au nord de Paris, en particulier dans le département du Nord où cinq temples sont en fonction. Le culte antoiniste reste la seule religion née en Belgique dont la renommée et le succès ont dépassé les frontières du pays,.
La façade extérieure présente une architecture variable mais inclut toujours les mots « Culte antoiniste » et l'année de consécration. Une fois passée l'entrée, il y a un porche où différents écrits du mouvement religieux, le règlement intérieur (en France uniquement), la liste des lieux de culte et les fêtes, ainsi que les photos du couple Antoine et des temples sont exposés derrière des vitrines. À l'intérieur, les murs sont peints en vert, comme symbole de la réincarnation. Il n'y a pas de décoration, juste une horloge et de petits papiers accrochés aux murs indiquant aux visiteurs qu'ils ne doivent pas parler dans le temple. Réservées aux fidèles et aux visiteurs, plusieurs rangées de bancs séparées par une allée centrale font face à une tribune à deux niveaux d'où le culte est pratiqué, et un texte appelé « L'Auréole de la Conscience » est écrit en majuscules sur le mur du fond. La tribune supérieure est décorée, de gauche à droite, avec une représentation de l'arbre de la science de la vue du mal, le symbole antoiniste, puis (en France uniquement) d'une photo d'Antoine et une autre de Catherine ; la photo du « Père » est un peu plus haute que les deux autres. Concernant cette photo, l'auteur Françoise d'Eaubonne, qui trouvait le physique d'Antoine attirant, considérait qu'il savait tirer profit de son apparence. À gauche et à droite, de petites pièces d'environ 15 m2 sont utilisées par les guérisseurs comme lieux de consultation dont les murs sont ornés de cinq tableaux ; le plus massif est celui d'Antoine. Il y a également un vestiaire et, adjacent au temple, un petit appartement constamment occupé par un guérisseur antoiniste. Certains temples, dont ceux de Vervins et d'Aix-les-Bains, sont répertoriés dans l'inventaire général du patrimoine culturel. À son apogée, l'antoinisme a compté 64 temples : 32 en Belgique, 31 en France et 1 dans la principauté de Monaco.
Dans son guide des lieux au caractère étrange et marginal de la France, le journaliste Christophe Bourseiller évoque deux des temples antoinistes de Paris, affirmant qu'il « flotte ici un parfum d'inhabituel, d'insolite, comme un coup de canif dans la réalité ». Pour le journaliste Robert Gaillard, le temple est d'une telle sobriété qu'il en vient à penser que « l'antoinisme est tout simplement une armée du salut sans étiquette, sans images, sans chants et surtout sans trombones ni grosses caisses ». 
Le culte est également propriétaire de salles de lecture en Belgique, en France métropolitaine, sur l'île de La Réunion, en Guadeloupe, en Australie, au Brésil, en Italie, au Congo et au Luxembourg, mais aucun culte n'est célébré dans ces bâtiments. Une salle de lecture en Égypte eut une courte existence et ferma en novembre 1913.

### Publications

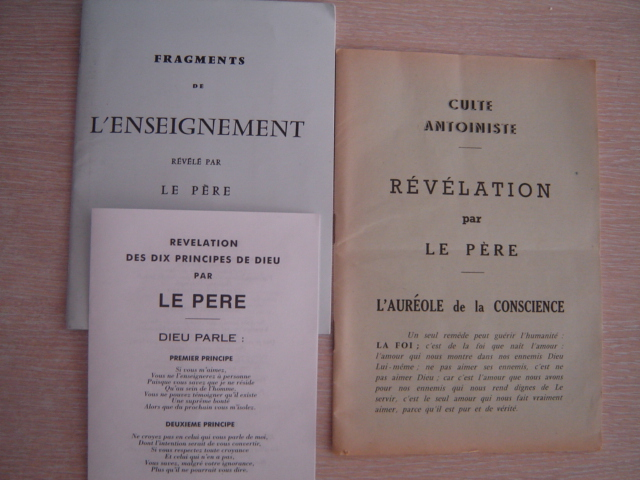
Trois brochures antoinistes contenant quelques extraits des livres d'Antoine.

La littérature antoiniste est principalement composée des écrits d'Antoine, considérés comme sacrés par les fidèles et ne devant pas être modifiés. Ils incluent trois livres doctrinaux groupés en deux volumes qui peuvent être achetés dans les temples et qui sont lus durant le culte : La Révélation par le Père, Le Couronnement de l'Œuvre révélée et Le Développement de l'Enseignement du Père. Les deux premiers livres marquent une évolution dans la pensée d'Antoine, ce qui explique certaines contradictions entre les textes. Selon Debouxhtay, « les écrits d'Antoine ne brillent point par les qualités du style », avis partagé par d'autres observateurs, et même les publications du culte ont reconnu que le sens des écrits du fondateur était « difficile à saisir ». De nombreuses déclarations du couple Antoine sont regroupées dans quatorze livres appelés Tomes, qui sont accessibles uniquement aux membres costumés. De mai 1907 à avril 1909, le mouvement publia le journal L'Auréole de la conscience, puis de septembre 1911 à août 1914, L'Unitif. En 1936, l'écrivain belge Robert Vivier publia une biographie hagiographique — bien que s'appuyant sur des faits réels — de Louis Antoine : cette biographie est utilisée par les antoinistes pour renforcer leur foi, et vendue dans les temples. Vivier a expliqué que l'idée d'écrire sur Antoine lui avait été suggérée par l'écrivain André Thérive, alors qu'il ne connaissait pas grand chose à l'antoinisme ; il fut aidé par le fils de son professeur à l'Athénée de Liège, Delcroix, par ailleurs secrétaire du culte, et rédigea cette biographie en interrogeant les gens des régions de Seraing et de Mons-Crotteux.

### Hiérarchie et finances
L'organisation, qui est la plus réduite possible, diffère légèrement en France et en Belgique. En Belgique, un Conseil général, organisé en 1911 par Antoine afin qu'il s'occupe de toutes les questions financières, est composé de neuf membres incluant un président, un trésorier et un secrétaire ; la fonction de Premier représentant du Père a été supprimée, et il n'y a pas de règlement intérieur dans les temples. En France, le mouvement est dirigé par une association religieuse appelée « Culte antoiniste ». Tous les desservants font partie de ce Collège de desservants qui gère les questions matérielles, dont les décisions sont mises en œuvre par un Comité administratif. À l'intérieur du collège, un secrétaire moral est élu et sert comme représentant légal de la religion ; en 2013, cette fonction était assurée par Norbert Madeleine. Localement, les desservants nomment des auxiliaires parmi les membres costumés afin qu'ils pratiquent la lecture durant le culte et/ou servent comme guérisseurs. Un Conseil intérieur local composé de sept membres incluant les desservants est utilisé pour les questions relatives aux temples desquels ils dépendent. Les femmes aussi bien que les hommes peuvent être choisis à ces fonctions, étant donné que Catherine promut l'égalité des sexes dans le culte. Dans tous les cas, Antoine, bien que décédé, reste le leader de la religion, ce qui amène Debouxhtay à le comparer au pape dans la religion catholique. En 1929, le journal L'Homme libre décrit l'absence de clergé dans l'antoinisme comme « un retour vrai à la tradition des premiers apôtres et le « bain de simplicité » du christianisme ».
Les guérisseurs antoinistes sont toujours des membres costumés et ne suivent pas de formation spécifique ni ne participent à un quelconque rite d'initiation. Ceux qui veulent accéder à cette fonction doivent se sentir spirituellement « inspirés » et obtenir l'approbation du desservant. Ils doivent également promettre de respecter quelques règles dont la non-divulgation des confessions des consultants et ne pas décourager la médecine académique. Avant de recevoir les consultants, aucun ascétisme n'est requis, sinon une préparation mentale incluant la prière et la méditation. Perçus comme de simples intercesseurs, les guérisseurs ont un « charisme de fonction », reproduisant celui d'Antoine, ce qui n'empêche pas certains d'entre eux de devenir très populaires auprès des consultants,,.
Comme cela est indiqué par des panneaux, le culte est pratiqué volontairement, les desservants et les membres costumés n'étant pas payés, ni pour le culte, ni pour les consultations ; par ailleurs, rien n'est vendu, hormis les livres sacrés. Le culte refuse toute forme de cotisation ainsi que tout testament établi par une personne ayant encore de la famille ; quand le couple Antoine était vivant, les dons étaient refusés quand il y avait assez d'argent dans la trésorerie. Seuls les dons anonymes et les legs sont acceptés, et ceux-ci vont dans la trésorerie du « Culte antoiniste ». Le bilan financier est publié dans Le Moniteur Belge chaque année après la réunion du Conseil, le montant des recettes/dépenses est peu élevé et témoigne d'une activité minimale de la religion.

### Effectifs
Il y a quatre catégories d'antoinistes : les desservants qui pratiquent le culte, les membres qui portent le costume religieux, les fidèles réguliers qui assistent au culte chaque semaine, et les membres occasionnels ou visiteurs. Comme son but est de guérir et de réconforter grâce à la prière, le culte antoiniste ne cherche pas à convertir de nouvelles personnes. Le nombre de fidèles est difficile à estimer car il n'y a pas de signe d'engagement formel (sauf pour les membres costumés et les desservants) et donc pas de statistiques établies par la religion.
Quand Antoine meurt en 1912, il y a un millier d'adeptes et des milliers de sympathisants ; dans les années 1920, ce nombre s'élève à 700 000, dont 300 000 en Belgique. « Phénomène social unique en Wallonie » selon Debouxhtay, le culte antoiniste se répand si rapidement durant ses premières décennies que même des journaux américains lui consacrent des articles,, l'un d'entre eux déclarant qu'il « attir[ait] une attention considérable en Europe », tandis que le journal belge Le Matin le présente comme constituant la deuxième religion de Belgique. Selon Bégot, le succès du culte antoiniste au début du XXe siècle peut être expliqué par le fait qu'« il offrait une alternative aux institutions légitimes de contrôle du corps et de l'âme », c'est-à-dire l'Église catholique et la médecine, ajoutant : « Porteur d'une protestation sociale, il est néanmoins une voie d'intégration socio-économique ».
Toutefois, après cette période de croissance rapide en Belgique, le nombre de fidèles connaît un fort déclin dans le pays et certains temples sont obligés de fermer à cause d'un manque d'argent ou de fidèles ; par exemple, en 2003, l'organisation Human Rights Without Frontiers International (Droits de l'homme sans frontières) dénombre moins de 150 fidèles dans le pays. En France, toutefois, le culte reste actif et compte environ 2 500 membres réguliers, les estimations de l'effectif mondial variant de quelques milliers à 200 000. La diminution du nombre de fidèles a pu résulter des règles de fonctionnement du groupe : par exemple, comme il ne pratique pas de prosélytisme, le culte antoiniste souffre d'un manque de visibilité sociale et de nombreuses personnes ne connaissent même pas l'existence d'un temple dans leur voisinage ; de plus, du fait de la disponibilité requise pour le culte et de l'absence de revenus dans la religion, les membres costumés et les desservants sont souvent des retraités. Selon Marcel Ausloos, le déclin du culte résulte de la disparition d'une direction charismatique après la mort d'Antoine, de l'absence de culte des saints et de toute forme de persécution, ainsi que de l'amélioration progressive des conditions sanitaires et sociales ; de ce fait, le contexte actuel est très différent de celui qui a permis l'expansion du culte, lequel était marqué par la souffrance des ouvriers. En 2013, le Centre interdisciplinaire d'étude des religions et de la laïcité de l'Université libre de Bruxelles a d'ailleurs évoqué la fin possible du culte antoiniste dans le cadre d'une série de conférences portant sur les facteurs politiques et sociaux contribuant à la disparition d'une religion; il relève aussi dans son rapport annuel que, sur Internet, si « le répertoire symbolique antoiniste continue de faire sens pour un certain nombre d'internautes en recherche spirituelle », « les frontières identitaires [du culte] semblent toutefois se dissoudre partiellement » car celui-ci a été intégré à la sphère New Age par ces internautes.
Il n'y a pas de communauté antoiniste à strictement parler car les fidèles ordinaires ne sont pas liés à une profession de foi ni à un quelconque engagement et les desservants ne constituent pas un clergé. Principalement des personnes de quarante à cinquante ans et en majorité de femmes, les fidèles présentent un profil similaire à ceux qui ont été attirés par le spiritisme en Belgique au XIXe siècle, ont surtout un statut social modeste, tel que mineurs et artisans, et sont généralement intéressés par la spiritualité, mais en rupture avec l'Église catholique ou sceptiques face à la médecine académique. Certains fidèles pratiquent simultanément le judaïsme, l'islam, le bouddhisme, sont adeptes du reiki, du yoga, ou du tai-chi-chuan, ou sont d'anciens catholiques. En 1945, Debouxhtay décrit les adeptes comme étant « de fort braves gens, très charitables et très serviables ».

## Perception sociale

### Avis des autres religions et philosophies

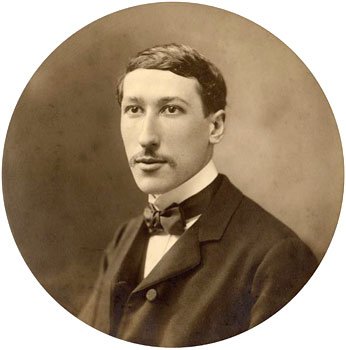
René Guénon critiqua les doctrines antoinistes dans son livre de 1923, L'Erreur spirite.

Ayant mal supporté que le groupe d'Antoine se détourne du spiritisme, les revues spirites critiquèrent l'antoinisme à ses débuts, tandis que le président de la Fédération spirite de Belgique, le Chevalier Le Clément de Saint-Marcq, le considéra comme l'une des « tiges parasitaires venues sur l'arbre sain et fort du spiritisme ». D'un point de vue philosophique, l'antoinisme a été critiqué par René Guénon dans un chapitre entier de son livre de 1923 L'Erreur spirite, estimant que les enseignements d'Antoine « ne contiennent qu'une sorte de morale protestante mêlée de spiritisme, et qui est de la plus lamentable banalité ». De même, dans l'Encyclopædia Universalis, l'historien de l'ésotérisme Antoine Faivre écrivit qu'Antoine faisait partie des spirites qui étaient « tombés dans le ridicule » et évoque lui aussi « la médiocrité de son enseignement ». En revanche, les théosophes ont affiché un fort sentiment de sympathie à l'égard de l'antoinisme dans leurs journaux ; de même, dans sa correspondance avec l'auteur Albert Mockel, le poète et médecin belge Georges Marlow affirme avoir pris la défense de l'antoinisme devant ses confrères. 
Le culte antoiniste reçut peu d'opposition de la part de l'Église catholique, qui l'a parfois critiqué sur des questions doctrinales, le considérant comme hérétique ; de son côté, le culte, peu enclin à la polémique, n'a pas réagi aux critiques. Par exemple, en 1918, le prêtre de Liège Hubert Bourguet publia une brochure de cinquante pages dans laquelle il exprima ses préoccupations en rapport avec les doctrines, qualifia les textes sacrés du culte antoiniste de « charabia » et conclut qu'Antoine avait dû souffrir de paraphrénie. En 1925, le père Lucien Roure considéra l'antoinisme comme « une doctrine d'anarchie et d'amoralité » avec des « enseignements négatifs », des écrits confus et incohérents, et des fidèles « crédules et dociles ». En 1949, l'auteur Jacques Michel blâma Antoine pour s'être substitué à Jésus-Christ et considéra l'antoinisme comme étant une foi « démoniaque ». Plus tard, en 1953, Maurice Colinon, puis en 1954, le père Henri-Charles Chéry publièrent des livres qui analysaient les groupes non conformistes, incluant l'antoinisme,. Selon Debouxhtay, les Protestants furent très tôt préoccupés par l'expansion de l'antoinisme, et plusieurs pasteurs publièrent des écrits sur le sujet (Giron-Galzin, 1910 ; Rumpf, 1917 ; Wyss, v. 1924) ; dans les années 1960, le culte a été étudié dans une perspective protestante par le pasteur Gérard Dagon,. Plusieurs similitudes ont été relevées entre l'antoinisme et le protestantisme pour expliquer son expansion. D'une manière générale, une critique récurrente à l'encontre du mouvement a été celle de constituer une religion « sentimentale » ou « émotionnelle ».

### Question sectaire
En France, le culte antoiniste a été classé comme secte dans le rapport parlementaire de 1995 qui le considéra comme l'un des plus vieux groupes guérisseurs et a donc parfois été mentionné dans des ouvrages français et belges traitant des sectes,,,. Toutefois, le 27 mai 2005, cette liste de sectes a été officiellement abandonnée et invalidée par une circulaire de Jean-Pierre Raffarin. De plus, une lettre antérieure du ministère de l'Intérieur rappela que le mouvement religieux était considéré par l'administration comme une association cultuelle, donc en conformité avec les dispositions prévues par les articles 18 et 19 de la loi de 1905 sur la séparation des Églises et l'État (exercice exclusif d'un culte, pas de troubles à l'ordre public) ; elle ajouta que l'antoinisme avait systématiquement reçu l'autorisation de recevoir des legs ou des donations, ce qui signifiait que son caractère cultuel n'avait jamais été contesté. Enfin, depuis la liste de 1995, le culte antoiniste n'a plus jamais été mentionné dans les rapports annuels de la MILS puis de la MIVILUDES ni lors des commissions d'enquête parlementaires sur les sectes en France ultérieures (1999 sur l'argent, 2006 sur les enfants et 2013 sur la santé). Au début des années 2000, la fréquentation d'un temple antoiniste à Valenciennes par une mère fut utilisée par son ex-mari pour tenter de lui retirer la garde de leur fils ; médiatisée, cette affaire fut critiquée par le sociologue Régis Dericquebourg comme étant injustifiée,,. L'historien et sociologue Émile Poulat relève que l'antoinisme n'a jamais suscité d'inquiétudes sur le plan social, étant « toujours apparu paisible et bienfaisant ». Sur leur site respectif, les éditions Larousse et le Centre national de ressources textuelles et lexicales du CNRS le désignent comme une « religion ».
De nombreux acteurs de la lutte contre les dérives sectaires ont dit ne pas avoir constaté de dérives sectaires liées au culte antoiniste. Éric Brasseur, directeur du Centre d'information et d'avis sur les organisations sectaires nuisibles (CIAOSN), déclara en 2012 : « C'est un culte belge pour lequel nous n'avons jamais eu de plaintes en 12 ans, un cas assez rare pour le signaler ». De même, en 2013, la Mission interministérielle de vigilance et de lutte contre les dérives sectaires (MIVILUDES) fit ce commentaire : « Nous n'avons jamais reçu de signalements par rapport aux antoinistes. Ils font de la guérison par la prière, mais tant qu'ils n'empêchent pas les gens de se soigner correctement par des moyens légaux... » ; par ailleurs, lorsqu'ils existaient encore, les Renseignements Généraux avaient cessé de surveiller le mouvement religieux, aucun problème n'ayant été relevé. Dans une fiche de présentation datant de 2002 à destination des agents pastoraux du diocèse de Lyon, le service national « Pastorale, sectes et nouvelles croyances » de l'Église catholique déclarait au sujet du culte antoiniste : « Bien qu'il soit répertorié parmi les sectes par le rapport parlementaire de 1995, il n'en présente aucune caractéristique ». Le secrétaire de l'Épiscopat français chargé de la question sectaire Jean Vernette a regretté la référence systématique à des sectes dangereuses pour évoquer les nouveaux mouvements religieux, car selon lui, cela conduit à « amalgame[r] dans un jugement unilatéralement dépréciatif des croyants fort estimables », considérant que les antoinistes entrent dans cette dernière catégorie. Lorsqu'il fut auditionné par la commission belge sur les sectes, le chercheur et enseignant Luc Nefontaine cita l'antoinisme parmi les organisations « tout à fait honorables ». Amenée à se prononcer sur le culte antoiniste en 2013, la juge Marie-Josèphe Muracciole déclara : « Cette association n'est pas du tout sectaire, ni classée comme telle ».
Pareillement, les sociologues ayant étudié en profondeur le groupe religieux ont conclu que celui-ci n'était pas une secte, ni au sens moderne, ni au sens sociologique. Par exemple, Jean Baubérot, sociologue des religions et de la laïcité, a contesté l'inclusion de ce culte dans la liste du rapport de 1995, affirmant que parmi les groupes étudiés par les sociologues, « les antoinistes ne devraient pas y figurer ». Auteur d'un ouvrage et d'articles sur ce culte, Dericquebourg écrivit que ce dernier ne possédait pas les caractéristiques fondamentales d'une secte et qu'il n'avait jamais correspondu à ce profil durant toute son histoire, précisant qu'il « n'exerce pas d'influence totalitaire sur ses membres, ne leur dicte pas leur comportement à tenir dans le monde ; il n'est pas exclusif [et] ne montre aucune hostilité envers les systèmes sociaux ». De même, Anne-Cécile Bégot, qui a publié plusieurs articles sociologiques sur le culte antoiniste, affirma avoir été « surprise par le fait que le groupe ait été qualifié de secte » dans le rapport de 1995, estimant que les aspects « ésotérique » et « suranné » du culte ont pu contribuer à ce classement. Selon ces deux derniers sociologues, le groupe présente tous les traits d'un « cult » au sens sociologique (à ne pas confondre avec le mot péjoratif « cult » correspondant à « secte » en français), caractérisé notamment par une expérience mystique, une rupture avec la tradition religieuse dominante, la primauté des individus sur les questions sociales, et une dimension à la fois magique et éthique,. L'Observatoire des Religions et de la Laïcité de Bruxelles estime que le caractère syncrétique et l'absence d'exclusivité du culte font de l'antoinisme un mouvement pionnier de la postmodernité.

### Affiliation religieuse
Le culte antoiniste est souvent qualifié de « culte guérisseur » ou de « religion de guérison ». Bien qu'il ne fasse pas directement référence à l'Évangile, il est parfois considéré comme un nouveau mouvement religieux d'inspiration chrétienne,,. Certains ministres protestants des premières décennies de l'antoinisme considéraient celui-ci comme étant un « renouveau du gnosticisme ». En 1970, le sociologue britannique Bryan Wilson le classa dans la catégorie des groupes « thaumaturgiques ». Plus tard, Dericquebourg présenta le mouvement comme proposant un syncrétisme, tandis que le secrétaire de l'Épiscopat Jean Vernette le considère comme étant une « église guérisseuse » et « une nouvelle religion de spiritisme, de théosophie et d'éléments de christianisme »,. Pour Massimo Introvigne, le culte antoiniste est à ranger dans la catégorie des « nouvelles religions post-spirites », l'une des quatre familles spirituelles des nouveaux mouvements magiques, tandis que pour l'essayiste Christian Bouchet, l'antoinisme n'a désormais « plus aucun point commun avec le spiritisme dans sa pratique ». En 2011, René Giltay, rédacteur pour le périodique belge Le Protestant Liégeois, écrivit ressentir un malaise face à la qualification de secte attribuée à l'antoinisme par le rapport parlementaire français de 1995 car selon lui, ce culte était plutôt « un mouvement d'ordre philosophico-religieux ». Dans une encyclopédie sur les sectes, le journaliste Xavier Pasquini qualifia le culte antoiniste de « véritable religion de théosophie », et précisa qu'il « ne demande pas d'argent à ses fidèles, et ne pratique pas d'endoctrinement ».

### Références culturelles

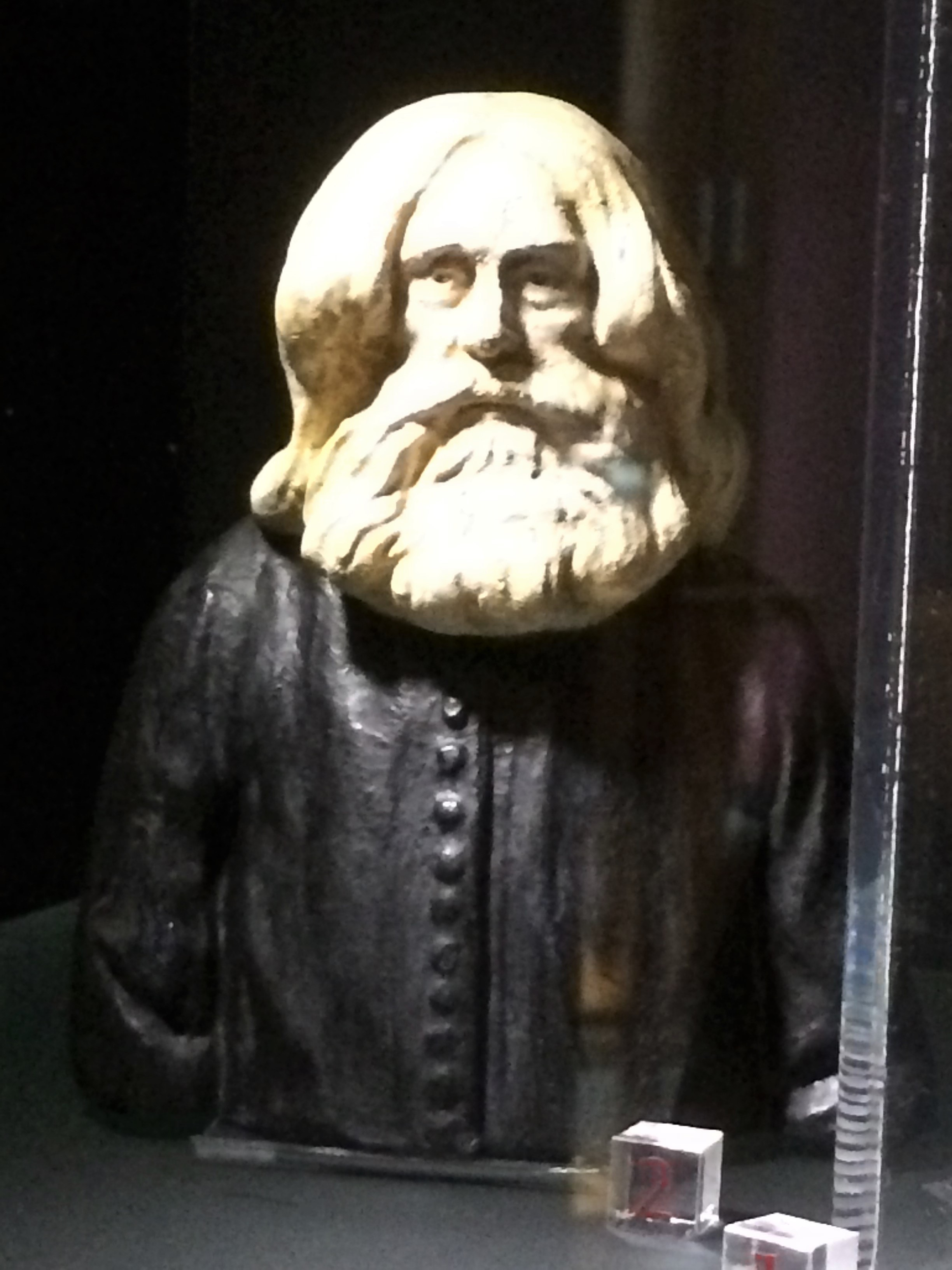
Buste en plâtre de Louis Antoine, conservé au musée de la Vie wallonne, à Liège.